# Lampria fulgida
Lampria fulgida là một loài ruồi trong họ Asilidae. Lampria fulgida được Schiner miêu tả năm 1868. Loài này phân bố ở vùng Tân nhiệt đới.